# (207899) Grinmalia
(207899) Grinmalia est un astéroïde de la ceinture principale.

## Description
(207899) Grinmalia est un astéroïde de la ceinture principale. Il fut découvert le 21 octobre 2008 à Androuchivka par l'observatoire astronomique d'Androuchivka. Il présente une orbite caractérisée par un demi-grand axe de 3,00 UA, une excentricité de 0,25 et une inclinaison de 7,6° par rapport à l'écliptique.

## Compléments